# جوديث مارج
المعروفة بجوديث ماغري ، هي ممثلة ومغنية فرنسية ، ولدت في مونتييه أون دير.